# Jacques-Laurent Bost
Jacques-Laurent Bost (* 6. Mai 1916 in Le Havre, Département Seine-Maritime; † 21. September 1990 in Paris) war ein französischer Journalist, Schriftsteller und Übersetzer.

## Leben und Wirken
Bost stammte aus gutbürgerlichen Verhältnissen, sein Vater Jean-Augustin Bost war Pastor der reformierten Kirche in Le Havre. Er absolvierte die Schulzeit in seiner Heimatstadt und ging im Anschluss daran nach Paris, um an der Sorbonne zu studieren.
Dort machte er bald schon die Bekanntschaft von Jean-Paul Sartre und Simone de Beauvoir. Durch seinen älteren Bruder Pierre (1901–1975) entdeckte er für sich den Film und blieb diesem Genre zeit seines Lebens treu. 1939, während seines Studiums, wurde Bost zur Armee einberufen. Er wurde verwundet und während seiner Genesungszeit heiratete er die polnische Studentin Olga Kosakiewicz (1915–1983), die er durch Sartre kennengelernt hatte.
Obwohl Bosts Ehefrau nach der deutschen Besetzung für die Résistance arbeitete, scheint er selbst dafür nicht bereit gewesen zu sein. Während des Zweiten Weltkriegs machte er die Bekanntschaft des Schriftstellers Albert Camus und nach der Befreiung holte ihn Camus in die Redaktion der Zeitschrift Combat. Eine seiner wichtigsten Veröffentlichungen dort war Bosts Reportage über das KZ Dachau.
Bost zählte zu den Gründern der Zeitschrift Les Temps Modernes und daneben publizierte er neben seinem eigenen Namen auch unter dem Pseudonym „Claude Tartare“ im Magazin L’Express. Sein Neffe Serge Lafaurie arbeitete ebenfalls beim L’Express und in ihrer Ablehnung des Algerienkriegs gehörten die beiden am 6. September 1960 zu den Unterzeichnern des Manifests der 121.
Im November 1978 holte der Verleger Jean Clémentin Bost in die Redaktion der Zeitschrift Le Canard enchaîné und dieser blieb dort bis an sein Lebensende. Am 21. September 1990 starb Jacques-Laurent Bost in Paris und fand dort auch seine letzte Ruhestätte.

## Ehrungen
- Croix de guerre

## Werke (Auswahl)
als Autor
- Trois mois aux États-Unis. Édition de Minuit, Paris 1946.[1]
- L'Espagne au jour le jour. Éditions Morihien, Paris 1951.
- Le dernier des métiers. Gallimard, Paris 1977.

als Drehbuchschreiber
- Jean Delannoy (Regie): Das Spiel ist aus. 1947 (nach dem Drama Les jeux sont faits von Jean-Paul Sartre).
- Marcel Cravenne (Regie): Dans de mort. 1948 (nach dem Theaterstück Totentanz von August Strindberg).
- Fernand Rivers (Regie): Les mains sales. 1951 (frei nach dem Drama Die schmutzigen Hände von Jean-Paul Sartre).
- Marcello Pagliero (Regie): Die ehrbare Dirne (La P… respectueuse). 1952 (nach dem gleichnamigen Drama von Jean-Paul Sartre).
- Yves Ciampi (Regie): Der Arzt und das Mädchen (Le guérisseur). 1953.
- John Berry (Regie): Harte Fäuste, heisses Blut (Ça va barder). 1955.
- Yves Ciampi (Regie): Die Helden sind müde (Les heros sont fatigues). 1954.
- John Berry (Regie): Küsse, Kugeln und Kanaillen (Je suis un sentimental). 1955.
- John Berry (Regie): Der grosse Verführer (Don Juan). 1956.
- Yves Ciampi (Regie): Der Sturm bricht los (Le vent se lève). 1959.
- Mauro Bolognini (Regie): Wir von der Strasse (Les garçons). 1959 (nach dem Roman Ragazzi di vita von Pier Paolo Pasolini)
- Patrice Dally (Regie): Le tout pour le tout. 1963.
- Alexandre Astruc (Regie): La longue marche. 1963.
- Jean Michaud-Mailland (Regie): Hamida, 1965.

als Übersetzer
- William Riley Burnett: Riens dans les manches. Gallimard, Paris 1970.
- James M. Cain: Coups de tête. Édition Autrement, Paris 1998, ISBN 2-86260-818-2. (EA Paris 1975)
- Paul Cain: À tombeau ouverte. Gallimard, Paris 1996, ISBN 2-07-049616-3. (EA Paris 1958)
- James Hadley Chase: Dans le cirage. Gallimard, Paris 1968.
- Richard Harper: Les maîtres du bal. Gallimard, Paris 1981.
- Horace McCoy: Pertes et fracas. Gallimard, Paris 1995, ISBN 2-07-049559-0.
- Kathrin Perutz: Les filles-fleurs. Laffont, Paris 1963.
- Charles Williams: Péri en mer. Gallimard, Paris 1986, ISBN 2-07-043576-8. (EA Paris 1960).